# Alexander Lecaros
Alexander Lecaros Aragón (Cusco, 13 ottobre 1999) è un calciatore peruviano, centrocampista del Cienciano.

## Caratteristiche tecniche
È un esterno sinistro molto rapido e dotato di un ottimo primo tocco. Può essere impiegato sia a centrocampo sia sulla linea degli attaccanti.

## Carriera
Cresciuto nel settore giovanile del Cusco, precedentemente denominato Real Garcilaso, ha esordito in prima squadra il 5 marzo 2016 in occasione dell'incontro del Campeonato Descentralizado pareggiato 2-2 contro il Juan Aurich. Ha segnato la sua prima rete in carriera il 26 ottobre 2017, in occasione della trasferta di campionato persa 3-2 contro l'Alianza Atlético.
Nel dicembre 2019, dopo quattro stagioni ed 87 partite disputate, si è svincolato dal club peruviano dopo aver rifiutato un'offerta di prolungamento ed ha firmato un contratto biennale con i brasiliani del Botafogo. Ha esordito con il suo nuovo club il 28 giugno 2020 giocando l'incontro del Campionato Carioca vinto 6-2 contro il Cabofriense.

## Statistiche
Statistiche aggiornate al 7 ottobre 2020.

### Presenze e reti nei club
| Stagione              | Squadra               | Campionato            | Campionato | Campionato | Coppe nazionali | Coppe nazionali | Coppe nazionali | Coppe continentali | Coppe continentali | Coppe continentali | Altre coppe | Altre coppe | Altre coppe | Totale | Totale | Totale |
| Stagione              | Squadra               | Comp                  | Pres       | Reti       | Comp            | Pres            | Reti            | Comp               | Pres               | Reti               | Comp        | Pres        | Reti        | Pres   | Reti   |        |
| --------------------- | --------------------- | --------------------- | ---------- | ---------- | --------------- | --------------- | --------------- | ------------------ | ------------------ | ------------------ | ----------- | ----------- | ----------- | ------ | ------ | ------ |
| 2016                  | Real Garcilaso        | PD                    | 23         | 0          |                 | -               | -               | CS                 | 0                  | 0                  |             | -           | -           | 23     | 0      |        |
| 2017                  | Real Garcilaso        | PD                    | 17         | 1          |                 | -               | -               |                    | -                  | -                  |             | -           | -           | 17     | 1      |        |
| 2018                  | Real Garcilaso        | PD                    | 15         | 0          |                 | -               | -               | CL                 | 1                  | 0                  |             | -           | -           | 16     | 0      |        |
| 2019                  | Real Garcilaso        | PD                    | 26         | 1          | CB              | 3               | 0               | CL                 | 2                  | 0                  |             | -           | -           | 28     | 1      |        |
| Totale Real Garcilaso | Totale Real Garcilaso | Totale Real Garcilaso | 81         | 2          |                 | 3               | 0               |                    | 3                  | 0                  |             | -           | -           | 87     | 2      |        |
| 2020                  | Botafogo              | A/RJ+A                | 2+0        | 0          | CB              | 0               | 0               |                    | -                  | -                  |             | -           | -           | 2      | 0      |        |
| Totale carriera       | Totale carriera       | Totale carriera       | 83         | 2          |                 | 3               | 0               |                    | 3                  | 0                  |             | -           | -           | 89     | 2      |        |